# Wentworth Airport
Wentworth Airport är en flygplats i Australien. Den ligger i regionen Wentworth och delstaten New South Wales, i den sydöstra delen av landet, omkring 860 kilometer väster om delstatshuvudstaden Sydney.
Trakten runt Wentworth Airport är nära nog obefolkad, med mindre än två invånare per kvadratkilometer.. Närmaste större samhälle är Dareton, omkring 13 kilometer öster om Wentworth Airport.
Omgivningarna runt Wentworth Airport är i huvudsak ett öppet busklandskap. Genomsnittlig årsnederbörd är 280 millimeter. Den regnigaste månaden är februari, med i genomsnitt 61 mm nederbörd, och den torraste är oktober, med 8 mm nederbörd.